# Côte d’Or (Sportkomplex)
Der Côte d’Or National Sports Complex befindet sich in Saint-Pierre auf dem Inselstaat Mauritius im Indischen Ozean. Er liegt im Bezirk Moka unweit der Hauptstadt Port Louis. Zu dem Komplex gehören vier Sportarenen: eine Mehrzwecksporthalle, ein Wassersportzentrum, ein Fußball- und ein Leichtathletikstadion.

## Ausstattung und Kapazitäten
Die als Multisportanlage konzipierte Sportstätte erstreckt sich über  65 Hektar und umfasst:
- ein FIFA-zertifiziertes Fußballstadion für 15.000 Zuschauer

- ein IAAF-zertifiziertes Leichtathletikstadion mit überdachten Tribünen und einem Fassungsvermögen von 3.600 Personen

- das einzige Schwimmstadion in der Region nach olympischen Normen mit FINA-zertifiziertem 50-Meter-Schwimmbecken und 1.100 Plätzen

- eine Multifunktionssporthalle mit olympischem Niveau für unter anderem Basketball, Volleyball, Karate, Taekwondo, Judo, Handball etc. für 2.000 Besucher

Nach endgültigem Abschluss der Bauarbeiten werden die Wettkampfstätten um ein Verwaltungsgebäude, eine medizinische Abteilung und Fitnesseinrichtungen erweitert. Der Komplex soll ein Aushängeschild für sportliche Leistungen und Training in der gesamten ostafrikanischen Region und im Indischen Ozean sein und als Austragungsort für internationale Turniere dienen sowie als Hochleistungszentrum eine Drehscheibe für Bildung und Unterhaltung seine eigenen Einnahmen generieren und sich langfristig zu einer Sportstadt entwickeln.

## Finanzen
Die Gesamtkosten beliefen sich auf Rs 4,7 Mrd. (ca. € 95 Mio.), wobei die einzelnen Positionen wie folgt anfielen: Rs 1057,8 Mio. für das Wassersportzentrum, Rs 738,3 Mio. für eine Mehrzweckhalle, Rs 1,973,8 Mio. für ein Fußball- und ein Leichtathletikstadion sowie Rs 922,1 Mio. für die Ausstattung, einschließlich der Arbeiten vor Ort und Beratungsleistungen. Die Kosten waren auf Rs 3,9 Mrd. geschätzt worden und um Rs 765 Mio. höher ausgefallen als geplant, was auf Planungsänderungen beruhte, die sich durch zusätzliche Pfahlarbeiten, Änderungen an der Dachkonstruktion für alle drei Haupteinrichtungen sowie mechanische, elektrische und sanitäre Arbeiten im Anschluss an die Empfehlungen des geotechnischen Untersuchungsberichts ergaben. Im Land wurden 18 bestehende Anlagen für Rs 732,8 Mio. modernisiert und renoviert.
Finanziert wurde das Vorhaben mit Rs 2 Mrd. von der mauritischen Regierung, einer finanziellen Unterstützung von Rs 1,8 Mrd. aus China und einem Darlehen über Rs 875 Mio. von Saudi-Arabien.